# Herbert Wilf
Herbert Saul Wilf (Filadelfia, 13 giugno 1931 – Wynnewood, 7 gennaio 2012) è stato un matematico statunitense, che ha dato importanti contributi alla combinatoria e alla teoria dei grafi.
È stato professore di Combinatorial Analysis and Computing presso la University of Pennsylvania. Ha scritto numerosi libri ed articoli di ricerca. Insieme a Neil Calkin nel 1994 ha fondato lo The Electronic Journal of Combinatorics e ne è stato editor-in-chief fino al 2001.

## Biografia
Wilf è stato autore di molti articoli scientifici e di molti libri ed è stato relatore e mentore di molti studenti ei colleghi. Tra i suoi collaboratori scientifici vi sono Doron Zeilberger e Donald Knuth. Uno dei primi studenti di Wilf è Richard Garfield, il creatore del gioco di carte Magic: The Gathering. Inoltre alla fine degli anni 1960 è stato relatore di E. Roy Weintraub.
Egli è morto nel 2012 per una malattia neuromuscolare progressiva

## Premi
Nel 1998, Wilf e Zeilberger hanno ricevuto il Premio Steele per il Contributo alla Ricerca contenuto nel loro articolo "Rational functions certify combinatorial identities". La motivazione del premio recita: "New mathematical ideas can have an impact on experts in a field, on people outside the field, and on how the field develops after the idea has been introduced. The remarkably simple idea of the work of Wilf and Zeilberger has already changed a part of mathematics for the experts, for the high-level users outside the area, and the area itself." Il loro lavoro è stato tradotto in prodotti software che hanno semplificato e sveltito le sommazioni ipergeometriche.
Nel 2002 Wilf è stato insignito della Euler Medal dall'Institute of Combinatorics and its Applications.

## Pubblicazioni scelte
- Perron-Frobenius theory and the zeroes of polynomials, in Proc. Amer. Math. Soc., vol. 12, 1961,  pp. 247-250, DOI:10.1090/s0002-9939-1961-0120352-5, MR 0120352.
- The argument of an entire function, in Bull. Amer. Math. Soc., vol. 67, 1961,  pp. 488-489, DOI:10.1090/s0002-9904-1961-10649-6, MR 0131549.
- The Possibility of Tschebycheff Quadrature on Infinite Intervals, in Proc Natl Acad Sci U S A, vol. 47, n. 2, febbraio 1961,  pp. 209-213, DOI:10.1073/pnas.47.2.209, PMC 221658, PMID 16590820.
- 1968: (con G. Szekeres) "An inequality for the chromatic number of a graph", Journal of Combinatorial Theory
- 1971: (curatore con Frank Harary) Mathematical Aspects of Electrical Networks Analysis, SIAM-AMS Proceedings, Volume 3, American Mathematical Society (MR)
- 1998: (con N. J. Calkin) "The Number of Independent Sets in a Grid Graph", SIAM Journal on Discrete Mathematics

### Libri
- A=B (con Doron Zeilberger and Marko Petkovšek)
- Algorithms and Complexity
- generatingfunctionology.[3]
- Mathematics for the Physical Sciences
- Combinatorial Algorithms, con Albert Nijenhuis

### Appunti di lezioni
- East Side, West Side
- Lectures on Integer Partitions
- Lecture Notes on Numerical Analysis (con Dennis Deturck)